# Plays Monk
Albums de Esbjörn Svensson Trio
Mr & Mrs Handkerchief
(1995) Winter in Venice
(1997)
Plays Monk est un album studio du Esbjörn Svensson Trio.

## Description
Comme le titre le suggère cet album voit le Esbjörn Svensson Trio jouer dix compositions de Thelonious Monk. Le groupe n’a, à cette époque, pas encore trouvé son style caractéristique mais parvient tout de même à donner une interprétation personnelle de la musique. Le pianiste Esbjörn Svensson dit à propos de l’album :  «Mon père était et reste un grand amoureux du jazz. Donc j’étais très jeune quand j’ai découvert la musique de Monk. Il est le genre de compositeur qui ne peut être évité. » 
Sur ’Round Midnight le trio est accompagné par quatre membres du Swedish Radio Symphony Orchestra sur arrangement de Svensson.

## Musiciens
- Esbjörn Svensson - Piano
- Magnus Öström - Batterie
- Dan Berglund - Basse

## Pistes
Toutes les compositions sont de Thelonious Monk
1. I Mean You (6:43)
2. Criss Cross (5:48)
3. 'Round Midnight (6:11)
4. Bemsha Swing (7:19)
5. Rythm-A-Ning (4:01)
6. In Walked Bud (6:37)
7. Little Rootie Tootie (4:06)
8. Eronel (4:56)
9. Evidence (5:03)
10. Crepuscule With Nellie (6:40)